# اشبی (فیلم)
اشبی (به انگلیسی: Ashby) یک فیلم کمدی-درام و جنایی آمریکایی محصول سال ۲۰۱۵ به کارگردانی و نویسندگی تونی مک نامارا با بازی میکی رورک، نات وولف، اما رابرتس و سارا سیلورمن است. این فیلم اولین نمایش جهانی خود را در جشنواره فیلم ترایبکا در ۱۹ آوریل ۲۰۱۵ داشت. این فیلم در ایالات متحده در یک نسخه محدود و به صورت ویدیویی در ۲۵ سپتامبر ۲۰۱۵ توسط پارامونت پیکچرز و فیلم آرکید منتشر شد.

## داستان
داستان یک نوجوان دبیرستانی را روایت می‌کند که با همسایه جدید خود که اشبی نام دارد و نیروی بازنشسته سازمان سی‌آی‌ای است آشنا می‌شود. او متوجه می‌شود که اشبی تنها تا چند ماه دیگر زنده است و کارهای زیادی دارد که انجام دهد.

## تولید
فیلمبرداری اصلی فیلم در ۲۲ ژوئن ۲۰۱۴ در شارلوت، کارولینای شمالی آغاز شد و به مدت پنج هفته به طول انجامید.

## انتشار
این فیلم به صورت ویدیویی منتشر شد، و همچنین در ۱۵ سالن سینما اکران شد، این فیلم با مجموع فروش ضعیف آخر هفته ۴۶۳۱ دلار، با میانگین هر سینما ۳۰۹ دلار آغاز شد.